# Iegórievsk
Iegórievsk - Егорьевск (rus) - és una ciutat de l'óblast de Moscou, a Rússia. Es troba a la vora dreta del riu Gúslitsa, a 114 km al sud-est de Moscou.

## Història

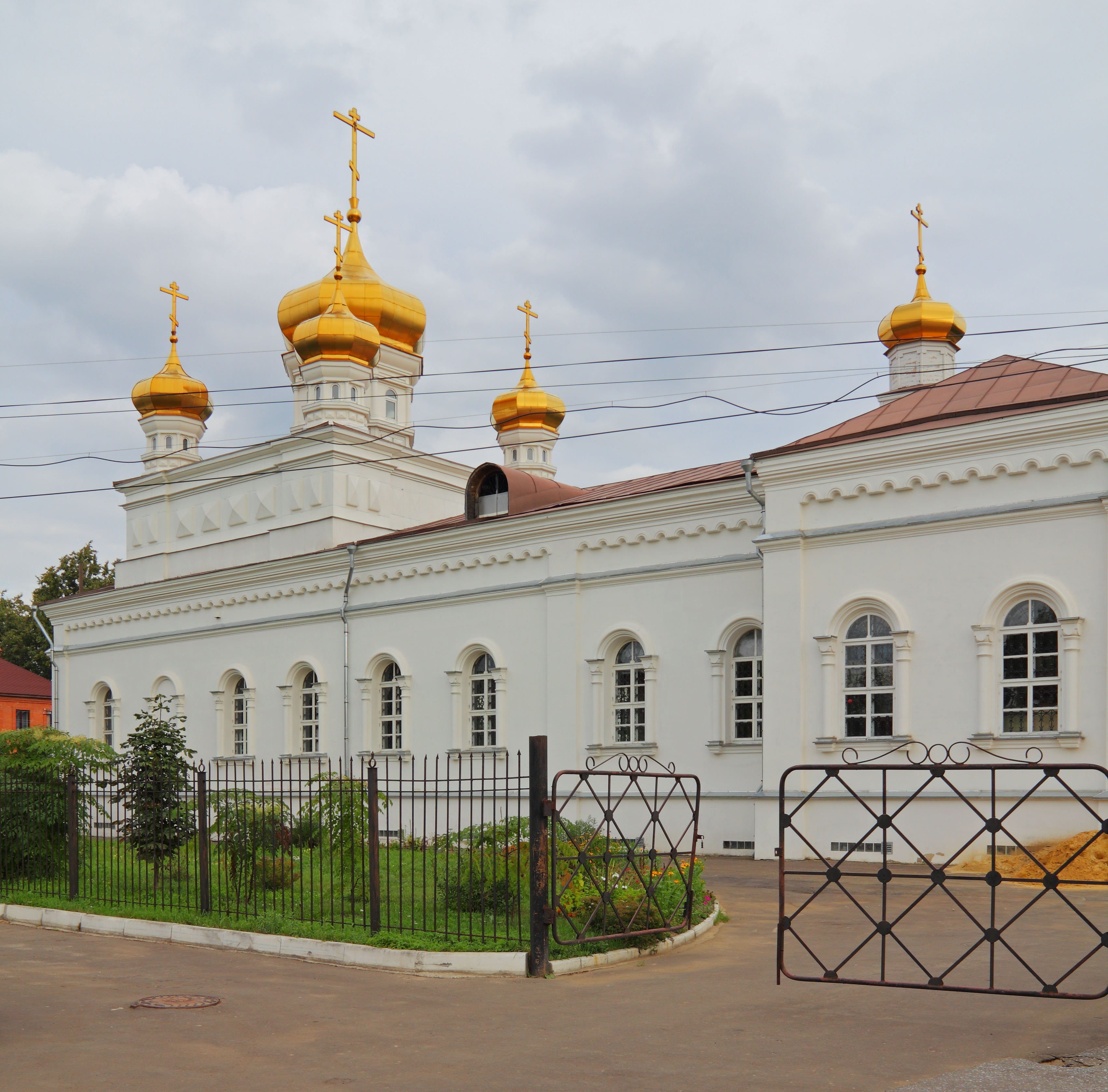
Església de Sant Jordi (1887).

La vila era coneguda des del 1462 com Vissókoie. Més endavant prengué el nom de Grigóriev. Com a part de la gubèrnia de Riazan obtingué el seu nom actual i aconseguí l'estatus de ciutat el 1778. Des del 1847 es convertí en un centre industrial de cotó i patí un gran impuls econòmic gràcies a la construcció de la línia ferroviària Iegórievsk-Voskressensk. El 1922 la ciutat fou traslladada a la gubèrnia de Moscou, ens administratiu que actualment és l'óblast de Moscou.

## Ciutats agermanades
- Sapojok, Rússia
- Zgúrovka, Ucraïna
- Mazir, Belarús
- Pirdop, Bulgària
- Zhuji, Xina

## Galeria d'imatges
| - Museu d'història i d'art. |